# 파로디우스다!
《파로디우스다!》(Parodius Da!, 일본어: パロディウスだ! －神話からお笑いへ－, 파로디우스다! ~신화에서 웃음으로~, Parodius! From Myth to Laughter)는 1990년에 일본 코나미사에서 제작한 횡스크롤 슈팅 게임으로, 그라디우스 시리즈의 패러디로 이루어져 있다. 대한민국의 당시 아마추어 프로그래머가 이 게임을 다시금 패러디한 《85되었수다!》를 만들기도 했다.

## 게임 설명

### 게임 레벨
- Lv1 : Very Easy(아주 쉬움)
- Lv2, Lv3 : Easy(쉬움)
- Lv4 : Normal(보통)
- Lv5, Lv6 : Hard(어려움)
- Lv7 : Hell(지옥)
- Lv8 : Worst(최악)

### 파워 업 시스템
파워 업 시스템은 아래와 같이 전작의 파로디우스를 답습하였다.
- 스피드 업 - 미사일 - 확장 무기1 - 확장 무기2 - 분신 - 꽝 - 보호막

전작의 파로디우스에서는 무기 체계가 최초의 그라디우스처럼 Missile-Double-Laser-Option / Shield로 통일되었지만 파로디우스다!에서는 캐릭터마다 무기가 차별화되어 있다.

### 주인공
주인공 네 명이 있다.
빅 바이퍼
그라디우스 시리즈의 빅 바이퍼와 같고 무장은 최초의 그라디우스와 같다.
옥토퍼스 (타코스케)
빅 바이퍼와 같지만 무장은 그라디우스 II의 4번 무장(2Way, Tailgun, Ripple)과 같다. 보호막은 전방만 방어한다.
트윈비
미사일은 왕복 로켓을 사용하고 확장 무기는 각각 Tailgun과 3Way이다. 움직이지 않으면 분신이 다시 본체로 들어가서 겹치고 분신의 수는 3개로 한정되어 있다.
펜타로
미사일은 그라디우스 II의 Photon Torpedo와 같은 미사일이고 확장 무기 2번은 그라디우스 외전의 Gravity와 약간 비슷한 Spread Bomb이라는 무기를 사용한다. 트윈비와 같이 분신이 3개로 한정되어 있고 본체로 들어가려는 속성을 지니고 있다.

### Famicom 스테이지
- 스테이지 1: 바닷가
- 스테이지 2: 야외 서커스 무대
- 스테이지 3: 놀이동산
- 스테이지 4: 과자의 미궁
- 스테이지 5: 모아이
- 스테이지 6: 차가운 바닷속
- 스테이지 7: 거대 문어의 기지

### Arcade 스테이지
- 스테이지 1: 바닷가
- 스테이지 2: 야외 서커스 무대
- 스테이지 3: 과자의 미궁
- 스테이지 4: 일본 관광지
- 스테이지 5: 모아이
- 스테이지 6: 핀볼
- 스테이지 7: 소녀천국
- 스테이지 8: 차가운 바닷속
- 스테이지 9: 공동묘지
- 스테이지 10: 거대 문어의 기지

### Super Famicom 스테이지
- 스테이지 1: 바닷가
- 스테이지 2: 야외 서커스 무대
- 스테이지 3: 과자의 미궁
- 스테이지 4: 일본 관광지
- 스테이지 5: 모아이
- 스테이지 6: 핀볼
- 스테이지 7: 소녀천국
- 스테이지 8: 차가운 바닷속
- 스테이지 9: 공동묘지
- 스테이지 10: 목욕탕
- 스테이지 11: 거대 문어의 기지

모바일 게임 스테이지
- 스테이지 1: 바닷가
- 스테이지 2: 야외 서커스 무대
- 스테이지 3: 모아이
- 스테이지 4: 핀볼
- 스테이지 5: 거대 문어의 기지